# ستار للشحن
شركة ستار للشحن هي شركة شحن مقرها في بيرغن ، النرويج والتي تعمل في عام 2008   60-70 سفينة بإجمالي 3 مليون طن  تأسست في عام 1961 مشروع مشترك بين مجموعة جريج وماستر بولك .  كان المجال الرئيسي للتعاون في النقل الصناعي للمنتجات الحرجية مع 50 سفينة مفتوحة . كما تقوم بتشغيل 20 هاندي سايز وهاندي ماكس ناقلات البضائع السائبة فضلا عن اثنين من سفن الحاويات ، وكان مشغل المحطات سكواميش في كولومبيا البريطانية ، كندا . كانت السفن مملوكة من قبل الشركتين الأم.
كانت سفن الشركة ذات الفتحة المفتوحة مناسبة تمامًا لحمل الحاويات، وفي أوائل السبعينيات قدمت شركة ستار للشحن منافسة قوية مع خطوط شحن الحاويات الثابتة على بعض الطرق. 
في عام 2009 ، قامت الشركتان بتخليص شركة ستار للشحن من خلال مجموعة جريج التي تحتفظ باسمها التجاري باسم جريج للشحن.  ظلت العمليات الطرفية الكندية أيضا مع جريج.  في عام 2017 ، شكلت جريج ستار مجموعة جديدة من المشاريع المشتركة مع جير بولك تحمل اسم جي 2 أوشن، وتتألف من حوالي 130 شركة نقل كبيرة. 

## روابط خارجية
- موقع Griegstar الرسمي
- الموقع الرسمي G2 المحيط